# Salomé – The Seventh Veil
Salomé — The Seventh Veil — четвёртый студийный альбом немецкой симфо-метал-группы Xandria, выпущенный 25 мая 2007 года.
За основу концепции Salomé — The Seventh Veil была взята библейская легенда о танце Саломеи, дочери Ирода Боэта. Альбом записывался в немецкой студии Principal Studios в городе Зендене, а продюсером выступил Марко Хойбаум. Во время записи группа вела студийный дневник, где можно было прочитать о прогрессе записи.
Это последний альбом, записанный с вокалисткой Лизой Миддельхауфе, она же и изображена на обложке в образе Саломеи.

## Список композиций
| №   | Название                          | Текст песни                         | Музыка                      | Длительность |
| --- | --------------------------------- | ----------------------------------- | --------------------------- | ------------ |
| 1.  | «Save My Life»                    | Марко Хойбаум, Лиза Миддельхауфе    | М. Хойбаум                  | 3:56         |
| 2.  | «Vampire»                         | Л. Миддельхауфе, Нильс Миддельхауфе | М. Хойбаум                  | 4:31         |
| 3.  | «Beware»                          | Л. Миддельхауфе                     | М. Хойбаум, Н. Миддельхауфе | 3:21         |
| 4.  | «Emotional Man»                   | Н. Миддельхауфе                     | Н. Миддельхауфе             | 4:03         |
| 5.  | «Salomé»                          | Л. Миддельхауфе                     | М. Хойбаум                  | 6:11         |
| 6.  | «Only for the Stars in Your Eyes» | Л. Миддельхауфе                     | М. Хойбаум, Л. Миддельхауфе | 3:17         |
| 7.  | «Firestorm»                       | Л. Миддельхауфе                     | М. Хойбаум                  | 4:50         |
| 8.  | «A New Age»                       | Н. Миддельхауфе                     | Н. Миддельхауфе             | 3:37         |
| 9.  | «The Wind and the Ocean»          | Л. Миддельхауфе                     | Л. Миддельхауфе             | 3:24         |
| 10. | «Sisters of the Light»            | Л. Миддельхауфе                     | М. Хойбаум, Л. Миддельхауфе | 3:37         |
| 11. | «Sleeping Dogs Lie»               | Н. Миддельхауфе                     | М. Хойбаум, Н. Миддельхауфе | 4:11         |
| 12. | «On My Way»                       | Н. Миддельхауфе                     | Н. Миддельхауфе             | 3:51         |
| 13. | «Sisters of the Light»            | Л. Миддельхауфе                     | М. Хойбаум, Л. Миддельхауфе | 5:07         |